# 八木一郎 (野球解説者)
八木 一郎（やぎ いちろう、1925年 - 1992年11月21日）は、日本のメジャーリーグ評論家、野球解説者、元セントラル野球連盟企画部長。
太平洋野球連盟事務局に勤務した後セ・リーグ事務局に移り、広報部長、企画部長を歴任した。
パ・リーグ広報部長などを務めた伊東一雄とともに日本球界有数のメジャーリーグ通として知られ、日本における大リーグの普及、啓蒙に尽力した。また、セ・リーグ事務局在職中から大リーグ中継の解説や評論などで人気を博した。
主著に『誇り高き大リーガー』（1977年、講談社）がある。